# Manitoba
Manitoba is een provincie van Canada. Het was de vijfde provincie die zich bij Canada voegde (in 1870). De provincie telde in 2021 meer dan 1.340.000 inwoners, waarvan meer dan de helft, nl. ca. 750 000, in de hoofdstad Winnipeg woont.
De provincie was oorspronkelijk slechts 1/18 van haar huidige grootte en stond destijds bekend als de Postzegelprovincie. Manitoba groeide eind 19e en begin 20e eeuw, door land van de Northwest Territories over te nemen. In 1912 kwam de noordgrens op 60° NB te liggen, waarmee de provincie haar huidige oppervlakte bereikte.

## Geografie en klimaat

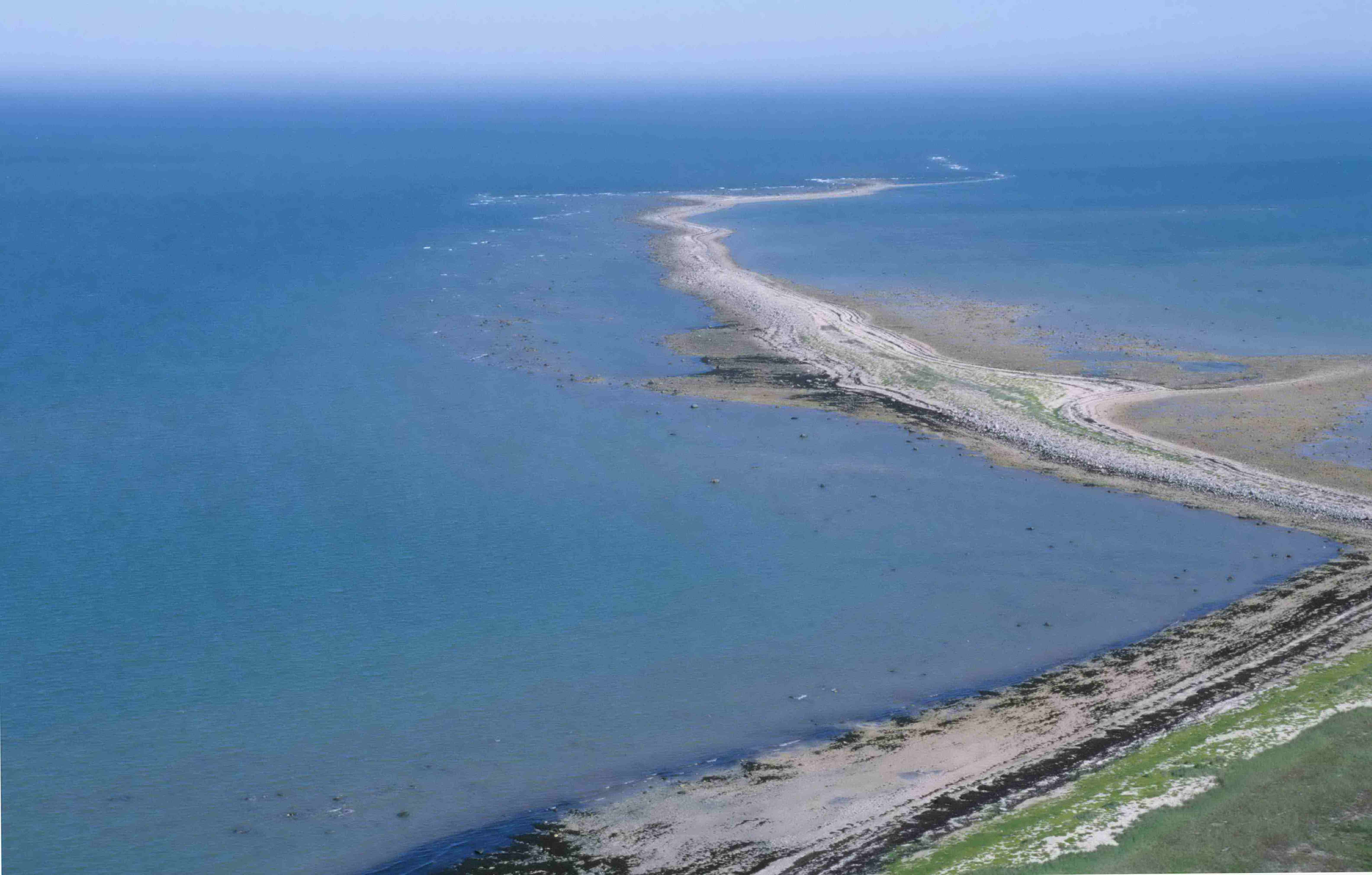
Kaap Churchill, Wapusk National Park

Manitoba, dat een oppervlakte van 647.797 km² beslaat, ligt centraal in Canada, hoewel het tot de westelijke provincies gerekend wordt. Het wordt in het oosten begrensd door de provincie Ontario en in het westen door Saskatchewan. Ten noorden van Manitoba liggen de territoria Nunavut en, aan slechts één geografisch punt in het noordwesten, de Northwest Territories. De zuidgrens van Manitoba loopt langs de 49e breedtegraad en vormt de grens met de Amerikaanse staten Minnesota en North Dakota. In het noordoosten grenst de provincie aan de Hudsonbaai.
In het zuiden van Manitoba bevinden zich enkele grote meren waaronder het Manitobameer en het Winnipegmeer. In totaal is 14,5% van de provincie bedekt met water in de vorm van deze en talloze kleinere meren.
Geologisch gezien wordt het grootste deel van Manitoba tot het Canadees Schild gerekend. De dichter bevolkte zuidelijke streken zijn relatief vlak en bedekt met prairies. Elders in de provincie vindt men licht glooiende heuvels en door gletsjers gevormde landschappen. Baldy Mountain is met 832 meter hoogte het hoogste punt in de provincie.

### Klimaat
Het klimaat in deze meest oostelijk gelegen Prairie Province is extreem met hete, vochtige zomers en zeer koude winters. Dit komt doordat er geen modererende bergketens of watermassa's zijn die het klimaat temperen. 's Winters wordt het weer in de hoofdstad Winnipeg vaak gekenmerkt door een hogedrukgebied met koude poollucht dat de temperatuur wekenlang onder de −20°C doet duiken. 's Zomers daarentegen heersen er warme, vochtige omstandigheden door de aanvoer van luchtmassa's afkomstig vanuit de Golf van Mexico.

## Demografie en economie

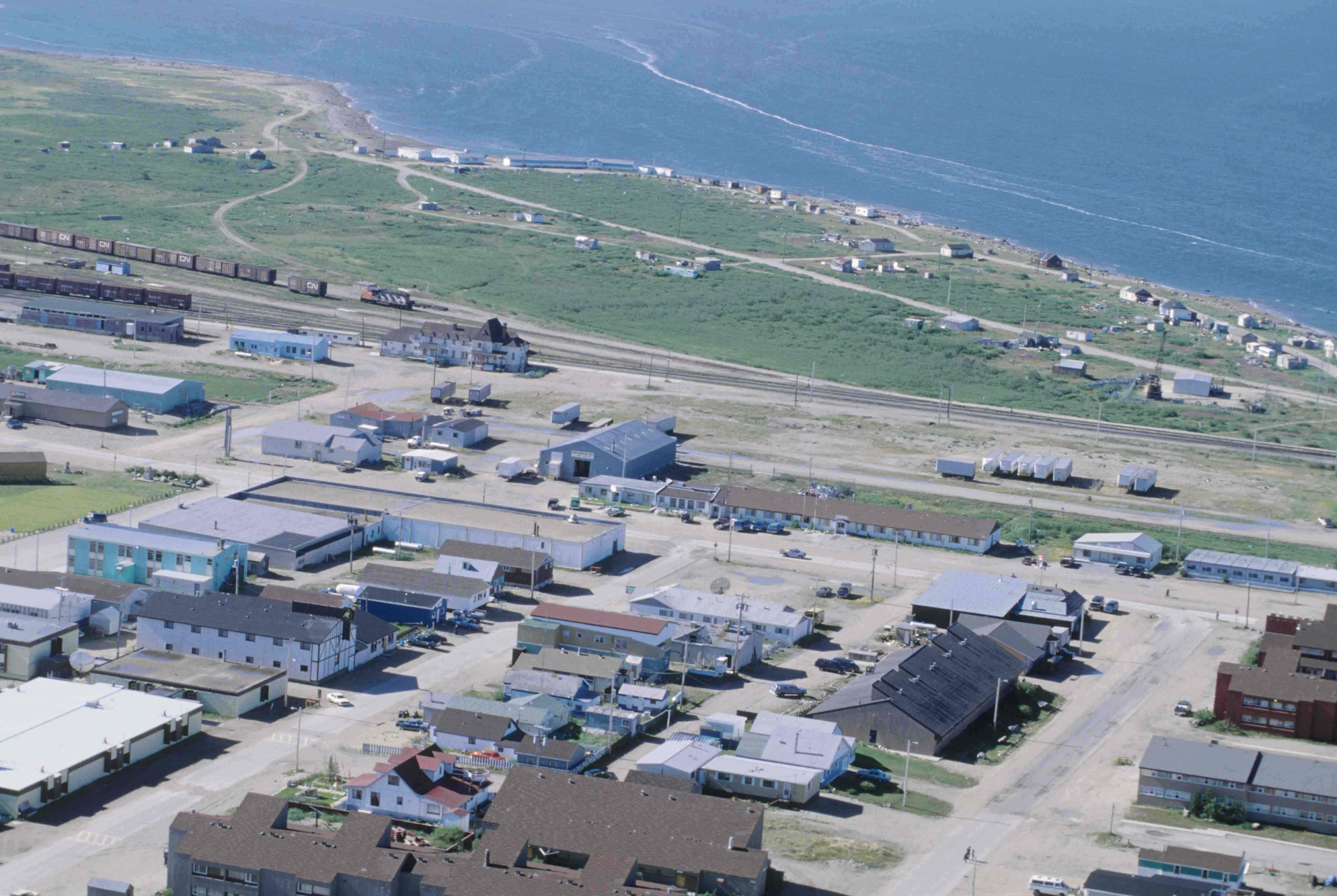
Churchill, Manitoba, aan de Hudsonbaai is de belangrijkste plaats in het dunbevolkte noorden van de provincie

De bevolking bedroeg volgens de officiële volkstelling van 2001 1.119.583 personen waarvan ongeveer 10% indianen en ruim 5% Métis. De belangrijkste religie is het Christendom (43% is Protestants en 29% Katholiek). 1,1% van de bevolking behoort tot het Jodendom terwijl ongeveer 18% niet religieus is.
De officiële talen van Manitoba zijn Engels en Frans, 89,8% van de bevolking spreekt alleen Engels, 0,2% spreekt alleen Frans, 9,1% spreekt zowel Frans als Engels en 0,9% spreekt geen van beide talen.

### Economie
Vroeg in Manitoba's geschiedenis was de handel in (bever)pelzen de belangrijkste economische activiteit in wat nu Manitoba is. De Hudson's Bay Company had een monopolie op alle handelsactiviteiten en de ontwikkeling van de landbouwsector kwam maar langzaam op gang.
De belangrijkste landbouwproducten zijn verschillende soorten granen. Bosbouw en mijnbouw vormen andere belangrijke takken van de economie.
Winnipeg is verreweg het belangrijkste economische centrum van de provincie en hét knooppunt in het transport en infrastructuur netwerk van de oostelijke prairies. Het internationale vliegveld van Winnipeg is de grootste en belangrijkste tussen die van Toronto en Calgary.

### Steden en plaatsen
Naast de hoofdstad Winnipeg (690.100 inwoners) is de enige andere stad met meer dan 25.000 inwoners Brandon, dat bijna 50.000 inwoners telt. Churchill met 983 inwoners is de belangrijkste plaats in het dunbevolkte noorden van de provincie. Het is gelegen aan de Hudsonbaai.
Andere plaatsen in de provincie Manitoba zijn Angusville, Oak Lake en Gimli.

## Geschiedenis
Het woord Manitoba is van indiaanse oorsprong hoewel het niet duidelijk is wat die oorsprong precies is. Manitou in Cree betekent geest en Manitou-baw betekent in de taal van de Ojibwe Straat van de geest. De Assiniboine ten slotte refereerden aan de meren in het zuiden van de provincie als Mini tobow oftewel Meer van de Prairies.
Manitoba is al zo'n tien- tot dertienduizend jaar bewoond door verschillende indianenstammen. In 1612 werd het gebied voor de eerste maal verkend door Europeanen en in 1670 kreeg de Hudson Bay Company de soevereiniteit over grote delen van het huidige Canada, inclusief het huidige Manitoba. Na de Franse en Indiaanse oorlog in 1763 werd het gebied definitief Brits en werd het deel van Rupertland. In 1811 werd de eerste landbouwnederzetting gesticht, waarna er conflicten met de Métis uitbraken.

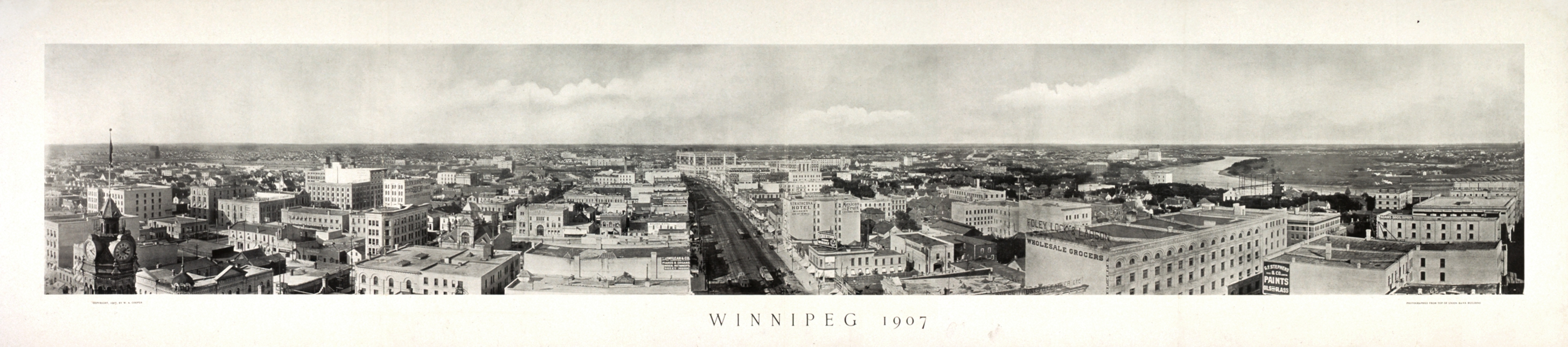
Winnipeg, anno 1907

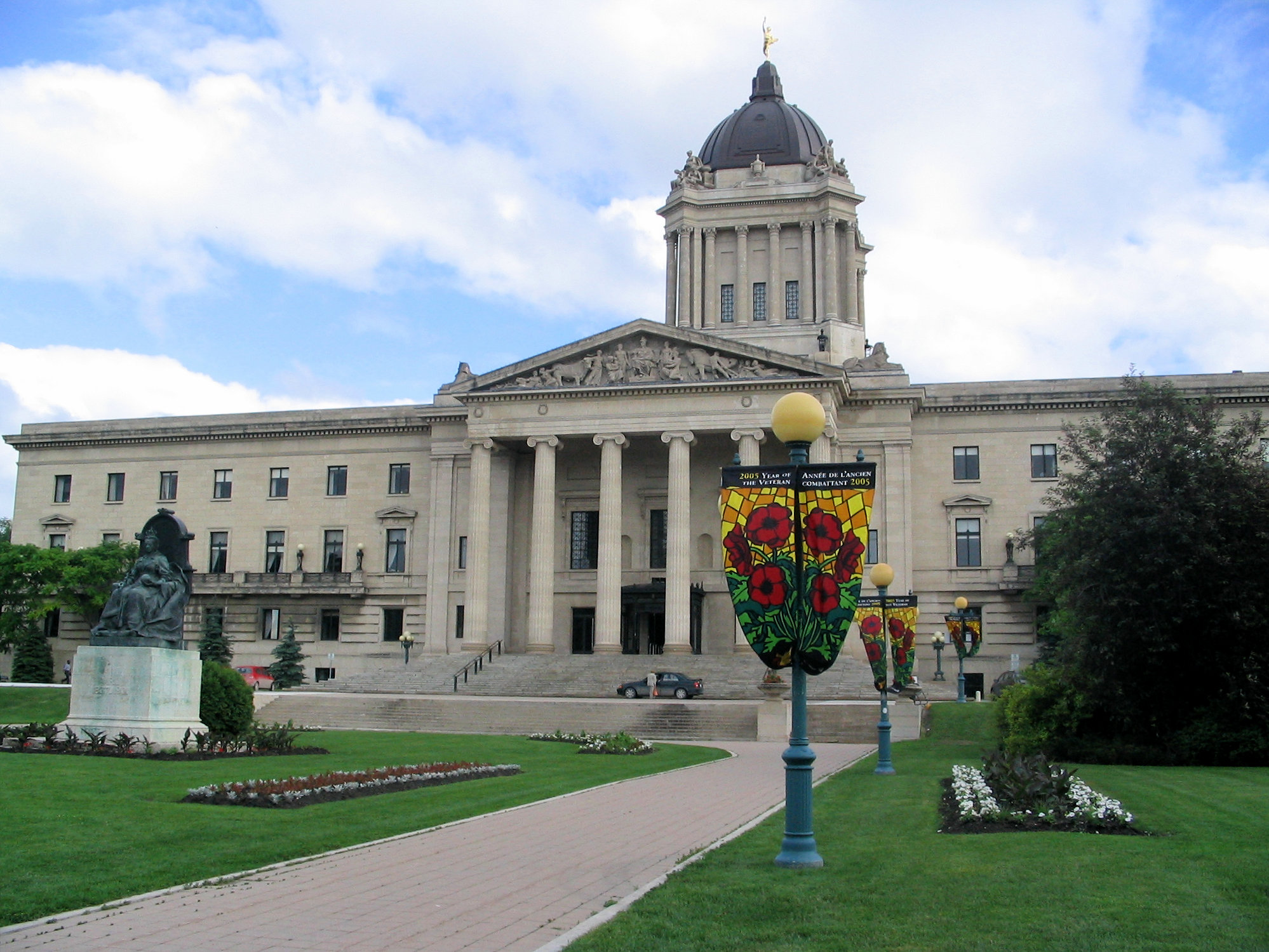
Manitoba's parlementsgebouw

In 1869 werd het gebied door Groot-Brittannië aan Canada afgestaan en een jaar later werd de provincie Manitoba opgericht. Aanvankelijk was het een klein, vierkant gebied dat de bijnaam Postzegelprovincie kreeg en slechts 1/18 van de huidige oppervlakte besloeg. Langzaam breidde het zich echter uit totdat het in 1912 de huidige grenzen kreeg.
Na een snelle groei voor de Eerste Wereldoorlog stagneerde dat enigszins en het verwachte bevolkingsaantal van drie miljoen werd nooit bereikt.